# ジフテリア毒素
ジフテリア毒素（ジフテリアどくそ、英: diphtheria toxin）は、ジフテリアの原因となる病原性細菌であるジフテリア菌（コリネバクテリウム・ジフテリアエCorynebacterium diphtheriae）によって主に分泌される外毒素である。コリネバクテリウム・ウルセランスCorynebacterium ulceransや、コリネバクテリウム・シュードツベルクローシスCorynebacterium pseudotuberculosisの一部の株もこの毒素を産生する。毒素の遺伝子は、コリネファージβと呼ばれるプロファージ（宿主細菌のゲノムに挿入されたウイルス）にコードされている。毒素はヒト細胞の細胞質に侵入し、タンパク質合成を阻害することで疾患を引き起こす。

## 構造
ジフテリア毒素は535アミノ酸からなる1本鎖に由来し、2つのサブユニット（A、B）がジスルフィド結合によって連結された構成（A-B型毒素）をしている。Bサブユニット（2つのサブユニットの中で安定性が低い）が宿主細胞の表面へ結合し、Aサブユニット（安定性が高い）が細胞質基質へ移行する。
ジフテリア毒素のホモ二量体型構造が2.5 Åの分解能で決定されており、3つのドメインからなるY字型の分子であることが明らかにされている。Aサブユニットには触媒を担うCドメインが含まれており、BサブユニットにはTドメインとRドメインが含まれている。
- N末端のCドメイン（catalytic）は一般的でないβ+α型フォールドをとる[6]。Cドメインは、NAD+由来のADP-リボースを翻訳伸長因子eEF2のジフタミド（英語版）残基へ転移することでタンパク質合成を遮断する[3][7]。
- 中心部のTドメイン（translocation、transmembrane）は複数のヘリックスからなるグロビン様フォールドをとるが、N末端側にさらに2つのヘリックスが存在し、最初のグロビンヘリックスに相当する部分は存在しない。このドメインは膜中でフォールドが解かれると考えられている[8]。pHの変化によるTドメインのコンフォメーション変化によってエンドソーム膜への挿入が開始され、Cドメインの細胞質基質への移行が促進される[3][7]。
- C末端のRドメイン（receptor-binding）は9本のストランドから構成され、グリークキーモチーフを有する2つのβシートが形成される。このフォールドは免疫グロブリンフォールドの下位分類である[6]。Rドメインは細胞表面受容体に結合し、受容体介在型エンドサイトーシス（英語版）によって毒素の細胞内への移行を可能にする[3][7]。

## 機序

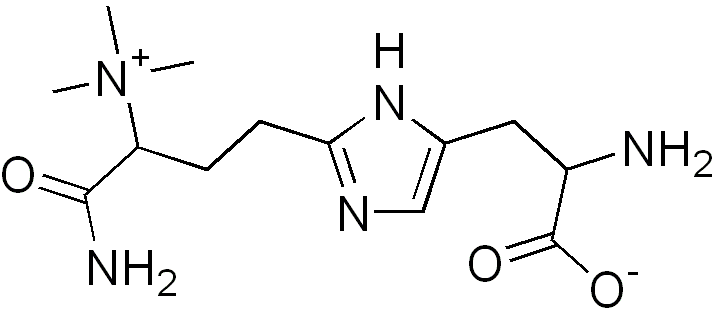
ジフタミド

ジフテリア毒素は、NAD+由来のADP-リボシル基をeEF2の非典型的アミノ酸残基であるジフタミドへ転移することで、ADPリボシル化を触媒する（EC 2.4.2.36）。ジフタミドのADPリボシル化はeEF2の不活性化をもたらし、mRNAの翻訳を阻害する。触媒される反応は次のようなものである。
NAD+ + ペプチド上のジフタミド {\displaystyle \rightleftharpoons } ニコチンアミド + ペプチド上のN-(ADP-D-リボシル)ジフタミド
緑膿菌Pseudomonas aeruginosaのエキソトキシンAも同様の作用機序を用いる。
毒性の発現には次のような段階が関与している。
1. A、Bサブユニットを含む一本鎖として合成され、分泌される[10]。
2. 共に分泌されるプロテアーゼによって切断され、ジスルフィド結合によって連結されたA、Bサブユニットが形成される[10]。
3. 毒素が標的細胞表面のHB-EGFに結合する[11]:116。
4. 複合体が宿主細胞によってエンドサイトーシスされる。
5. エンドソーム内部での酸性化によって、Aサブユニットの細胞質基質への移行が誘導される[4]。
6. Aサブユニットは宿主のタンパク質合成に必要なeEF2をADPリボシル化する。eEF2が不活性化されると宿主細胞はタンパク質を合成することができなくなり、死に至る[4][7]。

## 致死量と作用
ジフテリア毒素は非常に強力である。ヒトに対する致死量は体重1 kgあたり約0.1 μgであり、心臓や肝臓の壊死によって死に至る。ジフテリア毒素は心筋炎の発症とも関連している。ジフテリア性心筋炎は予防接種が不十分な小児で発生し、致死率は非常に高い。

## 歴史
ジフテリア毒素は1888年にエミール・ルーとアレクサンドル・イェルサンによって発見された。1890年には、エミール・アドルフ・フォン・ベーリングによって弱毒菌を接種したウマの血液から抗毒素が得られた。1951年Victor J. Freemanによって、毒素の遺伝子は細菌の染色体にコードされているのではなく、毒素産生株の全てに感染している溶原性ファージ（コリネファージβ）にコードされていることが発見された。

## 臨床使用
デニロイキン ジフチトクスはジフテリア毒素を利用した抗がん剤であり、ジフテリア毒素のN末端の触媒ドメインとIL-2との融合タンパク質である。
Resimmuneは、皮膚T細胞リンパ腫患者に対する臨床試験が行われているイムノトキシンである。N末端の触媒ドメインが抗CD3ε抗体（UCHT1）に付加されている。

## 研究
他のA-B型毒素と同様にジフテリア毒素は、通常は大きなタンパク質は透過しない哺乳類の細胞膜を越えて外因性タンパク質を輸送することができる。この固有の能力を利用して、毒素の触媒ドメインではなく治療用タンパク質を送達するように作り変えることができる。
また、この毒素はジフテリア毒素の受容体（HB-EGF）を発現している特定の細胞集団を除去する目的で、神経科学やがんの研究で利用されている。通常この受容体を発現していない生物（マウスなど）において、この受容体が特定の細胞集団でのみ発現されるように改変することで、ジフテリア毒素の投与によってこの細胞集団が除去された状態を作り出すことができる。